# تزلج سريع طويل المسار
تزلج سريع طويل المسار ؛ تزلج سريع على مضمار طويل ؛ تزلج سريع للمسافات الطويلة (Long-track speed skating) ويشار اليه بصورة عامة “التزلج السريع”، وهو شكل من أشكال المُنافسة في التزلج السريع على الجليد. تُعتبر من الرياضات الأولمبية التي يتسابق فيها المُنافسين بمسافة مُحددة. أيضًا هي رياضة للترفيه، وتشابهها رياضات أخرى مثل ماراثون التزلج على الجليد، وتزلج سريع للمسافات القصيرة، والتزلج رولر السريع.
يتمتع التزلج السريع طويل المسار بشعبيةٌ كبيرة في هولندا، وكان له أبطال رياضيون في دولاً مثل النِمسا وكندا والصين وفنلندا وألمانيا واليابان وإيطاليا والنَرويج وبولندا وكوريا الجنوبية وروسيا والسويد وجمهورية التشيك والوِلايات المُتحدة. يصل المُتزلجين بسرعة قصوى تبلغ 60 كيلومتر في الساعة (37 ميل/س).

## التاريخ

### البداية

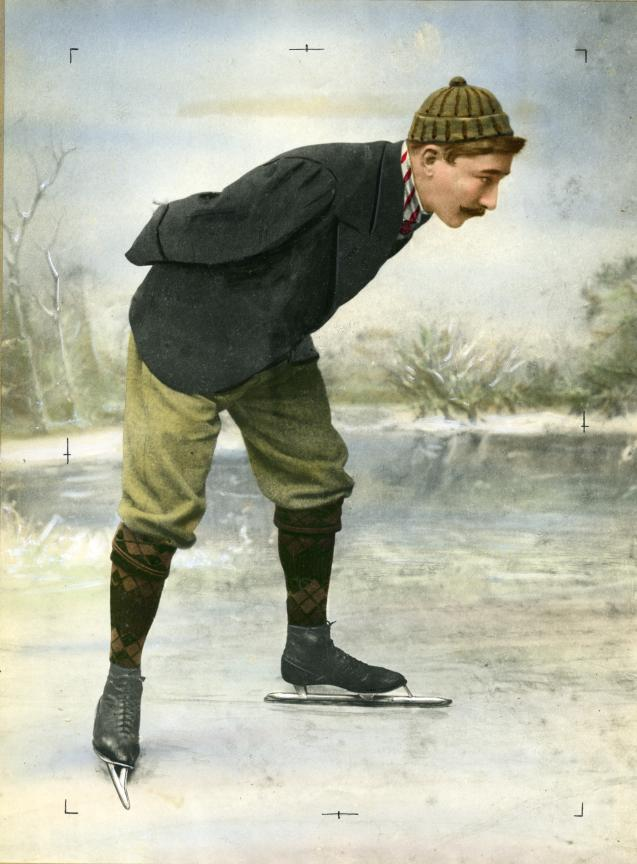
ياب إدين ، بطل العالم الرسمي الأول.

تعود جذور التزلج السريع إلى أكثر من ألف عام إلى الدول الاسكندنافية وشمال أوروبا وهولندا، حيث أضاف السكان الأصليون العِظام لأحذيتهم واستخدموها للسفر في الأنهار والقنوات والبُحيرات المُتجمدة. على عكس ما يعتقده الناس، كان التزلج على الجليد دائمًا نشاطًا للبهجة والرياضة وليس مسألة نقل. على سبيل المثال، لم يكن الشتاء في هولندا أبدًا مستقرًا وباردًا بما يكفي لجعل التزلج على الجليد وسيلة للسفر أو وسيلة للتنقل. تم وصف هذا بالفعل في عام 1194 من قبل ويليام فيتزستيفين، الذي وصف الرياضة في لندن.
في وقتاً لاحق، يفتخر الملك إيستين ماجنوسون (إيستين الأول) ملك النرويج، بمهاراته في السباق على الجليد.
ومع ذلك، لم يقتصر التزلج والتزلج السريع في هولندا والدول الاسكندنافية فحسب؛ ففي عام 1592، صمم سكوتسمان زلاجات بشفرة حديدية. وكانت الزلاجات ذات الشفرات الحديدية قد أدت إلى انتشار التزلج، وعلى وجه الخصوص، التزلج السريع. بحلول عام 1642، ولد أول ناد رسمي للتزلج، نادي التزلج في إدنبرة، وفي عام 1763، شهد العالم أول سباق رسمي للتزلج السريع في Wisbech في Fens في إنجلترا مقابل جائزة قدرها 70 جنيهاً.
أثناء وجودهم في هولندا، بدأ الناس في التجول على الممرات المائية التي تربط 11 مدينة في فريزلاند، وهو تحد أدى في النهاية إلى مسابقة «جولة في أحد عشر مدينة» (Elfstedentocht).

### تطوير الاتحاد الدولي للتزلج (ISU)
بحلول عام 1851، اكتشف الأمريكيون الشماليون حبهم للرياضة، وبالفعل تم تطوير شفرة فولاذية بالكامل هناك. عادت هولندا إلى الواجهة في عام 1889 بتنظيم أول بطولة عالمية. ووُلِد الاتحاد الدولي للتزلج ISU أيضًا في هولندا عام 1892. وبحلول بداية القرن العشرين، أصبح التزلج والتزلج السريع نشاطًا رياضيًا شعبيًا كبيرًا.
تطورت السباقات المُنظمة للتزلج على الجليد لأول مرة في القرن التاسع عشر. واستضافت الأندية النرويجية مُسابقات من عام 1863، مع سباقات في مدينة كريستيانيا باستقطب حشودًا كبيرة. في عام 1884، تم تسمية النرويجي آكسل بولسين بطل هواة التزلج على الجليد في العالم، بعد فوزه في مسابقات مُعدّة في الولايات المتحدة. بعد خمس سنوات، دعا ناد رياضي في أمستردام مشاركين من روسيا والولايات المتحدة والمملكة المتحدة، بالإضافة إلى البلد المُضيف لحدث تزلج على الجليد أطلقوا عليه لقب بطولة العالم. تم تأسيس فيما يُعرف الآن باسم الاتحاد الدولي للتزلج (ISU)، في اجتماع ضم 15 ممثلًا وطنيًا في هولندا في عام 1892، وهو أول اتحاد دولي للرياضات الشتوية. تأسست جمعية راكبي التزلج الهولندية في عام 1882 ونظمت بطولة العالم لعامي 1890 و 1891.
أقيمت المسابقات حول مسارات ذات أطوال متفاوتة - مباراة 1885 بين أكسل بولسن وريمكي فان دير زي، تم التزلج على مسار 6/7 ميل (1400 متر) - ولكن تم توحيد المسار البالغ طوله 400 متر من قبل ISU في عام 1892، جنبًا إلى جنب مع المسافات القياسية لبطولات العالم 500 م و 1500 م و 5000 م و 10000 م. بدأ المتزلجون في أزواج، كل منهم إلى ممرهم الخاص، وقاموا بتغيير الممرات في كل لفة للتأكد من أن كل متزلج قد أكمل نفس المسافة. كانت المسابقات حصرية للمتزلجين الهواة. تم تسجيل الأرقام القياسية العالمية منذ عام 1891 وتحسنت بسرعة: خفض ياب إدين الرقم القياسي العالمي لمسافة 5000 متر بمقدار نصف دقيقة خلال بطولة هامار الأوروبية في عام 1894. وصمد الرقم القياسي لمدة 17 عامًا، واستغرق الأمر 50 عامًا لخفضه بمقدار نصف دقيقة.

### الألعاب الأولمبية
في المؤتمر الأولمبي لعام 1914، وافق المندوبون على تضمين التزلج السريع على مضمار طويل في أولمبياد 1916 ، بعد أن ظهر التزلج على الجليد في أولمبياد 1908. ومع ذلك، وضعت الحرب العالمية الأولى حداً لخطط المنافسة الأولمبية، ولم يصل التزلج السريع على الجليد إلى البرنامج الأولمبي إلا بعد أسبوع الرياضات الشتوية في شامونيكس عام 1924 - الذي حصل على المركز الأولمبي بأثر رجعي. فاز تشارلز جوتراو من ليك بلاسيد بنيويورك بأول ميدالية ذهبية أولمبية، على الرغم من أن العديد من النرويجيين الحاضرين زعموا أن أوسكار أولسن قد سجل وقتًا أفضل. كانت مشكلات التوقيت على مسافة 500 متر مشكلة في الرياضة حتى وصول الساعات الإلكترونية في الستينيات؛ خلال سباق 500 متر أولمبي عام 1936، اقترح أن زمن إيفار بالانغروود الذي يبلغ 500 متر كان بثانية جيد جدًا. فازت فنلندا بالميداليات الذهبية الأربع المتبقية في دورة ألعاب عام 1924، حيث فاز كلاس ثونبيرج بـ 1500 متر و 5000 متر وشامل. كانت هذه هي المرة الوحيدة التي يتم فيها منح ميدالية ذهبية أولمبية شاملة في التزلج السريع.
فاز المتزلجون النرويجيون والفنلنديون بجميع الميداليات الذهبية في بطولة العالم بين الحربين العالميتين، حيث زار لاتفيون ونمساويون منصة التتويج في البطولات الأوروبية. في ذلك الوقت، كانت سباقات أمريكا الشمالية تُجرى عادةً على غرار سباقات الحزم، على غرار سباقات الماراثون في هولندا، لكن السباقات الأولمبية كانت تقام على مسافات أربعة معتمدة من ISU. وافقت ISU على اقتراح أن تقام مسابقات التزلج السريع الأولمبية لعام 1932 كسباقات على شكل حزمة، وفاز الأمريكيون بجميع الميداليات الذهبية الأربع. وفازت كندا بخمس ميداليات، جميعها فضية وبرونزية، بينما ظل المدافع عن بطل العالم كلاس ثونبرج في المنزل، احتجاجًا على هذا النوع من السباقات. في بطولة العالم التي أقيمت بعد الألعاب مباشرة، بدون الأبطال الأمريكيين، فاز المتسابقون النرويجيون بجميع المسافات الأربعة واحتلت المراكز الثلاثة الأولى في الترتيب الشامل.
احتج قادة التزحلق على الجليد النرويجيين والسويديين والفنلنديين واليابانيين أمام USOC ، وأدانوا طريقة المنافسة، وأعربوا عن رغبتهم في ألا تُقام سباقات الجماعية مرة أخرى في الأولمبياد. ومع ذلك، تبنت ISU فرع التزلج السريع على المسار القصير، مع سباقات انطلاق جماعية على مسارات أقصر، في عام 1967، رتبت مسابقات دولية من عام 1976، وأعادتها إلى الألعاب الأولمبية عام 1992.

### مسابقات نسائية
في الثلاثينيات من القرن الماضي، بدأ قبول النساء في مسابقات التزلج السريع في ISU. على الرغم من أن سباقات السيدات قد أقيمت في أمريكا الشمالية لبعض الوقت وتنافست في دورة الألعاب الأولمبية الشتوية لعام 1932 في حدث اختباري، لم تنظم ISU مسابقات رسمية حتى عام 1936. ومع ذلك، سجلت زوفيا نهرينجوفا أول رقم قياسي عالمي رسمي في عام 1929. التزلج السريع للسيدات لم يكن رفيع المستوى؛ في Skøytesportens stjerner (نجوم رياضة التزلج على الجليد)، وهو عمل نرويجي من عام 1971، لم يتم ذكر أي متزلجات على صفحات الكتاب البالغ عددها 200 صفحة، على الرغم من أنهن تنافسن في ذلك الوقت لما يقرب من 30 عامًا. سيطرت ألمانيا الشرقية منذ ذلك الحين على التزلج السريع على المضمار الطويل للسيدات، ثم أعادت توحيد ألمانيا لاحقًا، التي فازت بـ 15 من 35 ميدالية ذهبية أولمبية في المسار الطويل للسيدات منذ عام 1984.

### التطورات التقنية

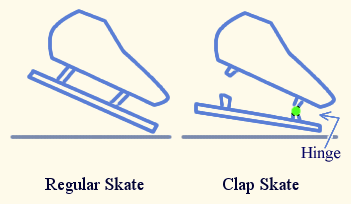
زلاجات التصفيق clap skate، نوع جديد من التزلج، بدأ استخدامه على نطاق واسع في التسعينيات

دخل الجليد الاصطناعي مسابقات المسار الطويل مع دورة الألعاب الأولمبية الشتوية عام 1960، وكانت المسابقات في عام 1956 على بحيرة ميسورينا آخر المسابقات الأولمبية على الجليد الطبيعي. وشهد عام 1960 أيضا أول مسابقات أولمبية شتوية للنساء. فازت ليديا سكوبليكوفا بميداليتين ذهبيتين عام 1960 وأربع ميداليات عام 1964.
كما تم تطوير المزيد من بدلات التزلج الهوائية، مع المتزلج السويسري فرانز كرينبول (الذي احتل المركز الثامن في 10,000 م أولمبية في سن 46) في مقدمة التطوير. بعد فترة، تولت الفرق الوطنية تطوير «بدلات الجسم». ساعدت البدلات والتزلج الداخلي، وكذلك زلاجات ثلجية نوع زلاجات التصفيق clap skate، في خفض الأرقام القياسية العالمية للمسارات الطويلة بشكلا كبير؛ من عام 1971 إلى عام 2007، تم رفع متوسط السرعة على 1500 متر للرجال من 45 إلى 52 كم/ساعة (28 إلى 32 ميلاً في الساعة). تظهر زيادات مماثلة في السرعة في المسافات الأخرى.

## التزلج

حلبة تزلج بسرعة 400 متر

يتسابق المتزلجون على حلبة تزلج بيضاوية ذات حارتين تشبه في البعد مضمار ألعاب القوى في الهواء الطلق. في الواقع، يمكن أن يعمل مضمار ألعاب القوى المغطى بالجليد كمضمار تزلج سريع، مثل ملعب بيسليت في أوسلو حتى الثمانينيات. وفقًا لقواعد الاتحاد الدولي للتزلج، يجب أن يكون المسار القياسي بطول 400 متر أو 333 مترًا؛ 400 م هو المعيار المستخدم في جميع المسابقات الكبرى. يتم أيضًا استخدام مسارات ذات أطوال غير قياسية أخرى، مثل 200 أو 250 مترًا، في بعض الأماكن للتدريب و / أو المسابقات المحلية الأصغر. في المسارات القياسية، يبلغ نصف قطر المنحنيات 25-26 مترًا في الممر الداخلي، ويبلغ عرض كل حارة 3-4 أمتار.

## المعدات

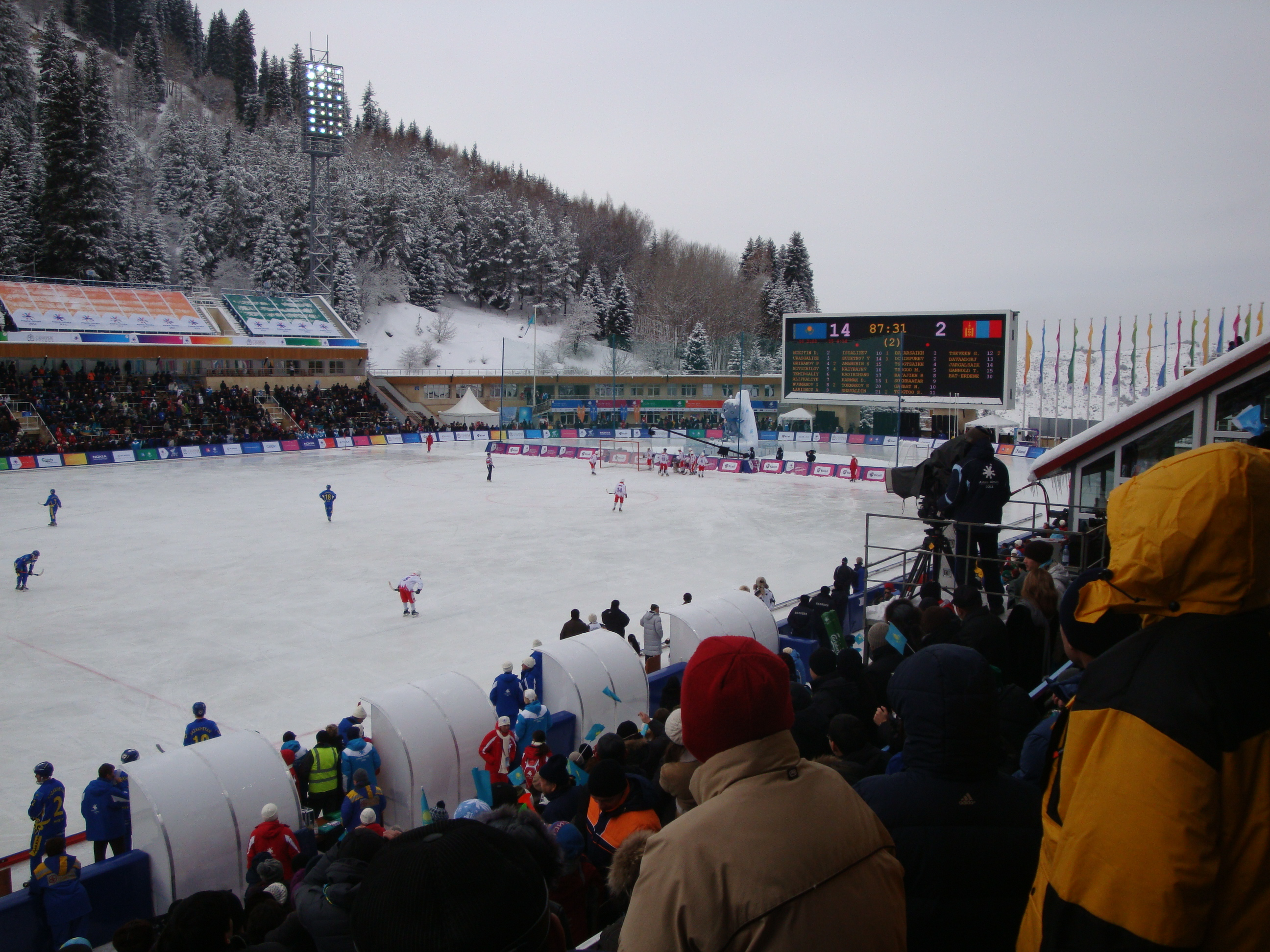
باندي رياضة شتوية تلعب على الجليد.

هناك نوعان أساسيان من الزلاجات، الزلاجات التقليدية على الجليد وزلاجات التصفيق clap skate. تم تقديم الزلاجات المُصفقة بواسطة Viking حوالي عام 1996.واعتبرت ثورية لأن الشفرات مفصلية في مقدمة الحذاء وتنفصل عند الكعب، مما يتيح للمتزلج نطاقًا طبيعيًا من الحركة. يتيح ذلك تمريرة أطول مع الحفاظ على أقصى اتصال بالجليد. بحلول دورة الألعاب الأولمبية الشتوية لعام 1998 ، استخدم جميع المتزلجين تقريبًا زلاجات التصفيق.
تستخدم كل من الزلاجات التقليدية وزلاجات التصفيق شفرات طويلة ومستقيمة مقارنة بالعديد من رياضات التزلج على الجليد الأخرى. يبلغ سمك الشفرات حوالي 1 مم وعادة ما تكون بأطوال من 13 إلى 18 بوصة (33 إلى 46 سم). يستخدم معظم الرياضيين التنافسيين أطوالًا تتراوح بين 15 و 17 بوصة (38 و 43 سم)، اعتمادًا على حجم الجسم والتفضيل الشخصي. لا يزال مصنع Viking للتزلج في هولندا يعتبر أكبر منتج للزلاجات التصفيقية في العالم.
يتم إيلاء الكثير من الاهتمام لمقاومة الهواء. تتطلب القواعد أن تتبع البدلات الشكل الطبيعي للجسم، ومنع الاستخدام، على سبيل المثال، خوذات على شكل قطرة (كما هو موضح في ركوب الدراجات) أو أزياء «دونالد داك» الأكثر ابتكارًا. ومع ذلك، يتم إنفاق الكثير من الوقت والمال على تطوير الأقمشة والقصات والدرزات التي تقلل مقاومة السحب. يستخدم بعض المتزلجين «شرائط هوائية» منخفضة (لا يزيد سمكها عن 3 مم) متصلة ببدلاتهم. تهدف هذه إلى خلق تدفق مضطرب في مناطق معينة حول الجسم.
يمكن أيضًا ارتداء النظارات أو النظارات الواقية حتى لا تسبب الجفاف للعينين.

## أشكال المنافسة
- كل الجولات - Allround

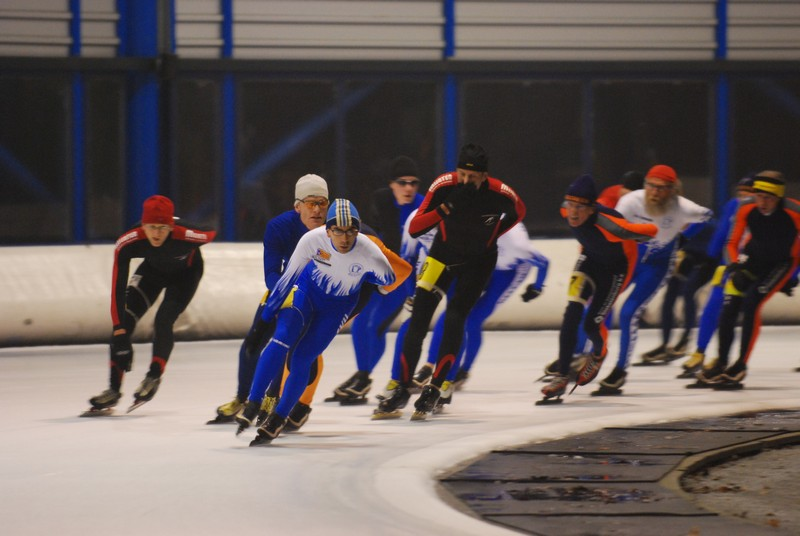
ماراثون التزلج السريع في هولندا عام 2007

- بطولة سباق العدو - Sprint championships
- مسافات فردية - Single distances
- السعي الجماعي - Team pursuit
- ماراثون - Marathon

## روابط خارجية
- IOC - التزلج السريع
- التزلج السريع على المسار الطويل في الاتحاد الدولي للتزلج
- نتائج التزلج من عام 1887
- الأكثر اكتمالا من نتائج نتائج التزلج السريع منذ عام 1880 وحتى اليوم
- أكبر أرشيف صور (أكثر من 3.000) من الرياضيين في جميع أنحاء العالم لسرعة التزلج
- اتحاد التزلج على الجليد الألماني